# Jérôme Weibel
Jérôme Weibel (5 de diciembre de 1976) es un deportista francés que compitió en esgrima, especialista en la modalidad de florete. Ganó dos medallas de plata en el Campeonato Europeo de Esgrima, en los años 1999 y 2002, ambas en la prueba por equipos.

## Palmarés internacional
| Campeonato Europeo | Campeonato Europeo | Campeonato Europeo | Campeonato Europeo  |
| Año                | Lugar              | Medalla            | Prueba              |
| ------------------ | ------------------ | ------------------ | ------------------- |
| 1999               | Bolzano (Italia)   | Medalla de plata   | Florete por equipos |
| 2002               | Moscú (Rusia)      | Medalla de plata   | Florete por equipos |